# ATC kód G03
ATC kód G03 Pohlavní hormony a léky ovlivňující genitální systém je hlavní terapeutická skupina anatomické skupiny G. Urogenitální systém a pohlavní hormony.

## G03A Hormonální kontraceptiva k systémové aplikaci

### G03AA Gestageny a estrogeny, fixní kombinace
G03AA05 Norethisteron a estrogen
G03AA07 Levonorgestrel a estrogen
G03AA09 Desogestrel a estrogen
G03AA10 Gestodene a estrogen
G03AA11 Norgestimát a estrogen
G03AA12 Drospirenon a estrogen
G03AA13 Norelgestromin a estrogen

### G03AB Gestageny a estrogeny, sekvenční přípravky
G03AB03 Levonorgestrel a estrogen
G03AB04 Norethisteron a estrogen
G03AB06 Gestoden a estrogen

### G03AC Gestageny
G03AC03 Levonorgestrel
G03AC08 Etonogestrel
G03AC09 Desogestrel

## G03B Androgeny

### G03BA 3-oxoandrosten(4) deriváty
G03BA03 Testosteron

### G03BB 5-androstanon(3) deriváty
G03BB01 Mesterolon

## G03C Estrogeny

### G03CA Přirozené a semisyntetické estrogeny, samotné
G03CA03 Estradiol
G03CA04 Estriol

## G03D Gestageny

### G03DA Deriváty pregnenu (4)
G03DA02 Medroxyprogesteron
G03DA03 Hydroxyprogesteron
G03DA04 Progesteron

### G03DB Deriváty pregnadienu
G03DB01 Dydrogesteron

### G03DC Deriváty estrenu
G03DC02 Norethisteron
G03DC03 Lynestrenol
G03DC05 Tibolon

## G03E Androgeny a ženské pohlavní hormony v kombinaci

### G03EA Androgeny a estrogeny
G03EA02 Testosteron a estrogen
G03EA03 Prasteron enantat/Estradiol valerat

## G03F Gestageny a estrogeny v kombinaci

### G03FA Gestageny a estrogeny, fixní kombinace
G03FA01 Norethisteron a estrogen
G03FA12 Medroxyprosteron a estrogen, fixní kombinace
G03FA14 Dydrogesteron a estrogen
G03FA15 Dienogest a estrogen
G03FA17 Drospirenon a estrogen

### G03FB Gestageny a estrogeny, sekvenční přípravky
G03FB05 Norethisteron a estrogen
G03FB06 Medroxyprogesteron a estrogen
G03FB08 Dydrogesteron a estrogen
G03FB09 Levonorgestrel a estrogen

## G03G Gonadotropiny a jiné látky stimulující ovulaci

### G03GA Gonadotropiny
G03GA01 Choriový gonadotrofin
G03GA02 Gonadotrofin lidský
G03GA04 Urofollitrofin
G03GA05 Folitropin alfa
G03GA06 Follitropin beta
G03GA07 Lutropin alfa
G03GA08 Choriogonadotrofin alfa rekombinantní

### G03GB Syntetické látky stimulující ovulaci
G03GB02 Klomifen

## G03H Antiandrogeny

### G03HA Antiandrogeny samotné
G03HA01 Cyproteron

### G03HB Antiandrogeny a estrogeny
G03HB01 Cyproteron/Estradiol

## G03X Jiné pohlavní hormony a modulátory genitálního systému

### G03XC Selektivní modulátory estrogenových receptorů
G03XC01 Raloxifen

## Poznámka
- Registrované léčivé přípravky na území České republiky.
- Informační zdroj: Státní ústav pro kontrolu léčiv, Všeobecná zdravotní pojišťovna.